# 黑河 (白河)
黑河，位于中华人民共和国华北地区北部，是白河左岸支流，发源于河北省张家口市沽源县丰源店乡老掌沟（一说发源于赤城县三道川乡猴顶山，山上还立有“黑河之源”的石碑），老掌沟内泉眼成群，汇流成河，蜿蜒向南，流经赤城县三道川乡、白草镇、东万口乡、茨营子乡、东卯镇以及北京市延庆区千家店镇东北部山区，于千家店菜木沟村以东汇入白河。河流全长109.5千米，流域面积1660平方千米，年均径流量1.24亿立方米，水质较为优良。上中游两岸地势较为开阔，建有黑河灌区；下游穿行于山间河谷，河床狭窄。